# Caballo castaño

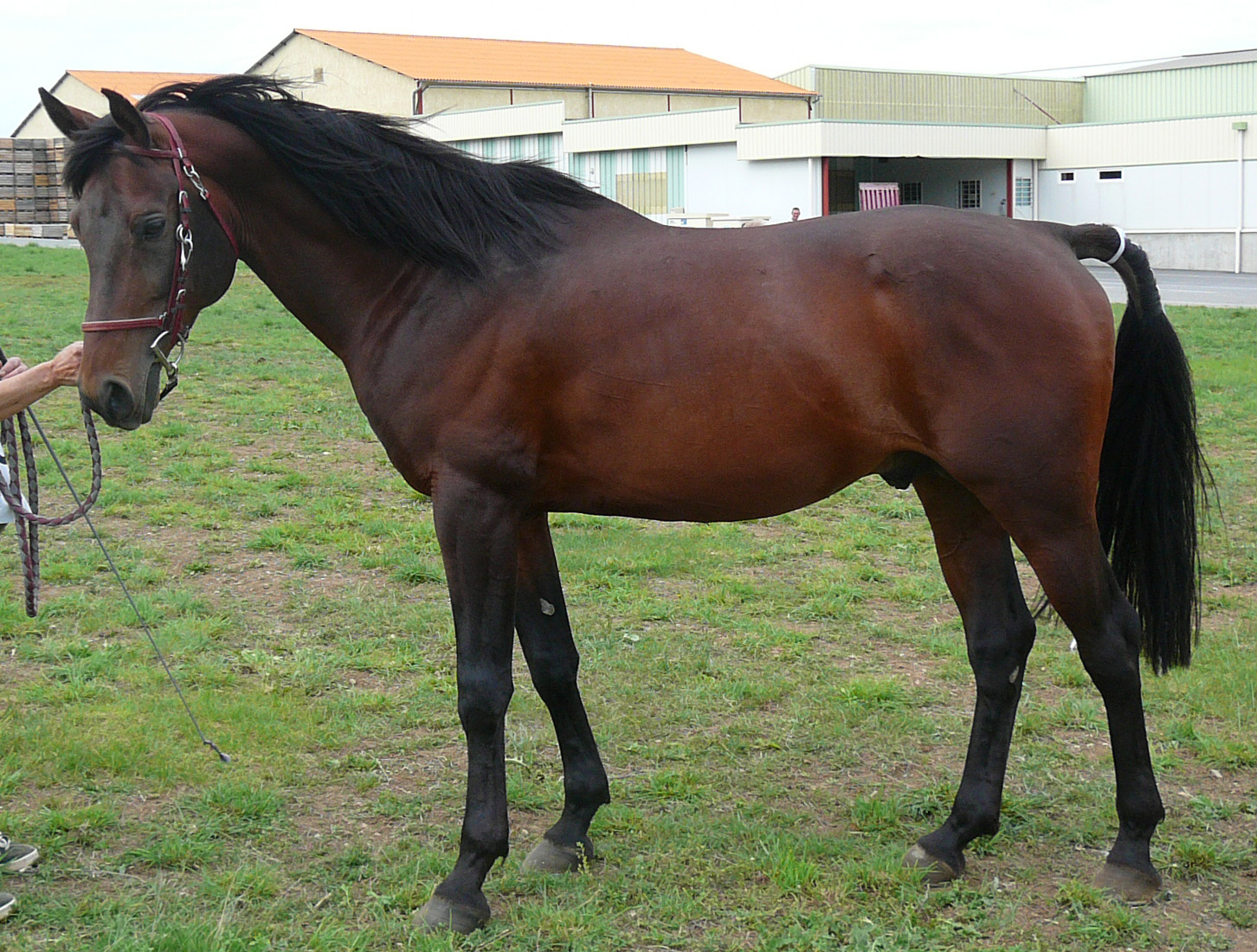
Caballo zaino.

Un caballo tiene capa castaña o mulata cuando está compuesta principalmente por pelos de color marrón y rojizo, aunque sus crines y cola son siempre negras, y se denomina capa zaina si no tiene manchas ni pelos blancos. La capa está compuesta únicamente por pelos pardos y rojizos de distintos tonos y es una de las tres capas básicas de los caballos. Está presente en todas las razas equinas. El color castaño rojizo no pertenece a esta capa sino que es propio de la capa alazana.
Las diversas tonalidades y distribución del castaño se producen genéticamente por múltiples factores, pero el color básico de la capa se produce por la acción de dos alelos, el del color rojizo, que es un alelo recesivo, «e», y el dominante «E» para el color negro; la presencia de ambos proporciona el color pardo al pelo. Estos son los dos alelos de color más frecuentes en los caballos, y todos los demás colores y tonalidades se producen por la acción de genes y alelos adicionales que actúan sobre la producción de los dos colores básicos.